# Dubeonjjae seumusal
Dubeonjjae seumusal (두번째 스무살?, lett. Ventenne per la seconda volta; titolo internazionale Second 20s, anche nota come Twenty Again) è una serie televisiva sudcoreana trasmessa su tvN dal 28 agosto al 17 ottobre 2015.

## Trama
Ha No-ra sognava di diventare una ballerina, ma a diciannove anni è rimasta incinta e si è dovuta sposare lasciando la scuola; nei vent'anni successivi, la sua vita è stata quella di casalinga e madre. Ormai trentottenne e sull'orlo del divorzio, a No-ra viene erroneamente diagnosticato un cancro terminale al pancreas, che la consumerà entro sei mesi. Perciò la donna decide di tornare a studiare e sperimentare per la prima volta l'università. Tra la matricole ci sono suo figlio Kim Min-soo e la sua ragazza Oh Hye-mi, inorriditi all'idea di averla come compagna di corso. All'insaputa di No-ra, il suo intellettuale marito snob Kim Woo-chul ha accettato di insegnare psicologia nello stesso ateneo, mentre il professore di arti teatrali è Cha Hyun-seok, che al liceo aveva una cotta per lei.

## Personaggi
- Ha No-ra, interpretata da Choi Ji-woo e Ha Seung-ri (da giovane)
- Cha Hyun-seok, interpretato da Lee Sang-yoon e Kim Hee-chan (da giovane)
- Kim Woo-chul, interpretato da Choi Won-young e Kang Tae-oh (da bambino)
- Kim Min-soo, interpretato da Kim Min-jae
- Oh Hye-mi, interpretata da Son Na-eun
- Ra Yoon-young, interpretata da Jung Soo-young e Im Ji-hyun (da giovane)
- Na Soon-nam, interpretato da Noh Young-hak
- Shin Sang-ye, interpretata da Choi Yoon-so
- Park Seung-hyun, interpretata da Jin Ki-joo
- Seo Dong-chul, interpretato da Kim Kang-hyun
- Seo Woon-hae, interpretata da Ban Hyo-jung

## Ascolti
| Episodio | Data di trasmissione | Dati TNMS | Dati AGB |
| -------- | -------------------- | --------- | -------- |
| 1        | 28 agosto 2015       | 4,4%      | 3,57%    |
| 2        | 29 agosto 2015       | 3,6%      | 3,16%    |
| 3        | 4 settembre 2015     | 4,4%      | 4,66%    |
| 4        | 5 settembre 2015     | 5,2%      | 4,62%    |
| 5        | 11 settembre 2015    | 5,1%      | 4,38%    |
| 6        | 12 settembre 2015    | 5,6%      | 4,90%    |
| 7        | 18 settembre 2015    | 4,9%      | 4,96%    |
| 8        | 19 settembre 2015    | 6,0%      | 6,27%    |
| 9        | 25 settembre 2015    | 5,8%      | 5,91%    |
| 10       | 26 settembre 2015    | 5,2%      | 5,53%    |
| 11       | 2 ottobre 2015       | 5,4%      | 5,09%    |
| 12       | 3 ottobre 2015       | 5,9%      | 6,97%    |
| 13       | 9 ottobre 2015       | 6,9%      | 6,08%    |
| 14       | 10 ottobre 2015      | 6,3%      | 7,06%    |
| 15       | 16 ottobre 2015      | 6,1%      | 6,50%    |
| 16       | 17 ottobre 2015      | 7,0%      | 7,23%    |

## Colonna sonora
1. Twenty Again Title (두번째 스무살) – Jannabi
2. Wrongful Encounter (잘못된 만남) – Honey G
3. You Don't Love Me (날 사랑하지 않는다) – Roy Kim
4. Oh You Yeah You (오유야유) – Yoo Sung-eun
5. Beautiful Days (아름다운 시절) – Byul
6. Good Day (좋은날) – Jung Joon-il
7. Star (별) – Kim Min-jae e Solar delle Mamamoo
8. Cuckoo – Jannabi
9. You Don't Love Me (Guitar Ver.) (날 사랑하지 않는다 (Guitar Ver.)) – Song Hee-ran e Bily Acoustie
10. Beautiful Days (Inst.) (아름다운 시절 (Inst.))
11. Good Day (Inst.) (좋은날 (Inst.))
12. Empathy
13. On The Corner
14. Shining Memory
15. Still Young
16. Back Then, I (그때 나는)
17. You and Me (너 그리고 나)
18. No Ra's Waltz (노라's Waltz)
19. Twenty Again (두번째 스무살)
20. Fluttering Heart (설렘)
21. Our Heaven (우리들의 천국)

## Riconoscimenti
| Anno | Premio           | Categoria                               | Ricevente     | Risultato   |
| ---- | ---------------- | --------------------------------------- | ------------- | ----------- |
| 2015 | APAN Star Awards | Excellence Award, Actor in a Miniseries | Lee Sang-yoon | Candidato/a |